# Кампо-Сан-Мартіно
Кампо-Сан-Мартіно (італ. Campo San Martino, вен. Canpo San Martin) — муніципалітет в Італії, у регіоні Венето, провінція Падуя.
Кампо-Сан-Мартіно розташоване на відстані близько 410 км на північ від Рима, 45 км на захід від Венеції, 17 км на північ від Падуї.
Населення — 5772 особи (2014).

## Демографія
Населення за роками:

Станом на 1 січня 2023 року в муніципалітеті офіційно проживало 477 іноземців з 40 країн, серед них 287 громадян країн Євросоюзу та 11 громадян України.

## Сусідні муніципалітети
- Куртароло
- П'яццола-суль-Брента
- Сан-Джорджо-делле-Пертіке
- Сан-Джорджо-ін-Боско
- Санта-Джустіна-ін-Колле
- Вілла-дель-Конте